# ألبرت لوس
ألبرت لوس (بالإنجليزية: Albert Luce)‏ هو رائد أعمال أمريكي، ولد في 26 يونيو 1888 في لا غرانت في الولايات المتحدة، وتوفي في 16 أكتوبر 1962 في سان فرانسيسكو في الولايات المتحدة.